# Ramty
Ramty (deutsch Ramten) ist ein Dorf in der polnischen Woiwodschaft Ermland-Masuren. Es gehört zur Gmina Reszel (Stadt- und Landgemeinde Rößel) im Powiat Kętrzyński (Kreis Rastenburg).

## Geographische Lage
Ramty liegt in der nördlichen Mitte der Woiwodschaft Ermland-Masuren, vier Kilometer südlich der einstigen Kreisstadt Rößel (polnisch Reszel) und 13 Kilometer südwestlich der heutigen Kreismetropole Kętrzyn (deutsch Rastenburg).

## Geschichte
Das kleine Gutsdorf Ramten wurde 1874 in den neu errichteten Amtsbezirk Klawsdorf (polnisch Klewno) eingegliedert. Dieser gehörte bis 1945 zum Kreis Rößel im Regierungsbezirk Königsberg (ab 1905: Regierungsbezirk Allenstein) in der preußischen Provinz Ostpreußen. Zählte Ramten im Jahre 1820 nur 43 Einwohner, so waren es 1885 bereits 130 und 1910 schon 153. Am 30. September 1928 verlor der Gutsbezirk Ramten seine Eigenständigkeit und wurde in den Nachbarort Robawen (polnisch Robawy) eingemeindet.
Aufgrund der Bestimmungen des Versailler Vertrags stimmte die Bevölkerung in den Volksabstimmungen in Ost- und Westpreussen am 11. Juli 1920 über die weitere staatliche Zugehörigkeit zu Ostpreußen (und damit zu Deutschland) oder den Anschluss an Polen ab. In Ramten stimmten 100 Einwohner für den Verbleib bei Ostpreußen, auf Polen entfielen keine Stimmen.
Als 1945 in Kriegsfolge das gesamte südliche Ostpreußen an Polen überstellt wurde, war auch Ramten davon betroffen. Das Dorf erhielt die polnische Namensform „Ramty“ und ist heute eine Ortschaft im Verbund der Stadt- und Landgemeinde Reszel (Rößel) im Powiat Kętrzyński (Kreis Rastenburg), bis 1998 der Woiwodschaft Olsztyn, seither der Woiwodschaft Ermland-Masuren zugehörig.

## Kirche
Bis 1945 war Ramten in die evangelische Kirche Rößel in der Kirchenprovinz Ostpreußen der Kirche der Altpreußischen Union sowie in die katholische Pfarrei Rößel im damaligen Bistum Ermland eingepfarrt. Heute gehört Ramty katholischerseits weiterhin zur Pfarrei Reszel im jetzigen Erzbistum Ermland, evangelischerseits nun aber zur Pfarrei Kętrzyn in der Diözese Masuren der Evangelisch-Augsburgischen Kirche in Polen.

## Verkehr
Ramty liegt an der Woiwodschaftsstraße 594, die die Powiatsbezirke Bartoszyce (Bartenstein) und Kętrzyn (Rastenburg) miteinander verbindet. Außerdem endet in Ramty eine vom Nachbarort Mojkowo (Annahof) kommende Nebenstraße. Eine Bahnanbindung besteht nicht.